# Bitva o Diên Biên Phu
Bitva o Diên Biên Phu (v originále Diên Biên Phu) je francouzsko-vietnamský hraný film z roku 1992, který režíroval Pierre Schoendoerffer podle vlastního scénáře. Snímek měl světovou premiéru dne 4. března 1992.

## Děj
V Hanoji v březnu 1954 americký novinář Howard Simpson vypracoval zprávu o válce v Indočíně. Spřátelil se s několika francouzskými vojáky a spolu s nimi se dozvěděl o zahájení útoku na opevněný tábor Dien Bien Phu. Vnímá to jako příležitost získat první články pro své noviny. Kontaktuje francouzskou novinářku z agentury AFP, aby mu potvrdila jeho informaci.
V Dien Bien Phu je útok v plném proudu, proti francouzským pozicím zaútočilo vietnamské dělostřelectvo a mnoho důstojníků bylo zabito. Brigádní generál a seržant, který velí thajským partyzánům, zahajují zákopovou válku. První prapor parašutistů byl vyslán jako posila po ztrátě opevněných kopců Béatrice a Gabrielle. Poručík Ky zjišťuje, že jeho vietnamští výsadkáři jsou demoralizovaní a náchylní k dezerci.
V Hanoji, kde byl u příležitosti turné talentované Béatrice Vergnesové uspořádán houslový koncert, emoce vrcholí. Obyvatelstvo spekuluje a sází na den, kdy opevněný tábor padne.
Jeden po druhém jsou dobývány pozice a tábor se zmenšuje. V prudkém dešti se několika francouzským protiútokům podaří některé z nich dobýt zpět, ale už není dost vojáků, aby je trvale udrželi. Bitvy o Eliane 1 a Eliane 2 pohlcují poslední úsilí.
Dne 7. května 1954 obdrží poslední bojovníci v obklíčeném táboře rozkaz k zastavení palby. Je zajato přes 10 000 vojáků. Téměř tři čtvrtiny z nich v nadcházejících měsících zemřou v zajetí.

## Obsazení
| Patrick Catalifo     | kapitán Jégu de Kerveguen           |
| Maxime Leroux        | poručík koloniálního dělostřelectva |
| François Négret      | brigadýr                            |
| Patrick Chauvel      | poručík Duroc, pilote DC-3          |
| Christopher Buchholz | kapitán Morvan                      |
| Raoul Billerey       | kněz Wamberger                      |
| Sava Lolov           | maršál Thade Korzeniowski           |
| Luc Lavandier        | seržant zvláštní jednotky           |
| Geneviève de Galard  | Geneviève, ošetřovatelka            |
| Donald Pleasence     | Howard Simpson                      |
| Ludmila Mikaël       | Béatrice Vergnes                    |
| Jean-François Balmer | novinářka z AFP                     |
| Maïté Nahyr          | obchodnice s opiem                  |